# Elisabeth Mayr
Elisabeth Mayr (* 18. Januar 1996 in München) ist eine ehemalige deutsch-österreichische Fußballspielerin.

## Karriere

### Vereine
Mayr, die neben der deutschen auch die österreichische Staatsbürgerschaft besitzt, begann das Fußballspielen als Achtjährige in Brunnthal beim ortsansässigen TSV Brunnthal, für den sie fünf Jahre lang in Jungenmannschaften spielte, ehe sie 2009 in die Jugendabteilung des FC Bayern München wechselte. Mit deren B-Jugendmannschaft war sie in der Saison 2012/13 in der erstmals ausgetragenen B-Juniorinnen-Bundesliga vertreten und wurde in dieser Spielzeit nicht nur Torschützenkönigin der Staffel Süd, sondern gewann mit ihrer Mannschaft auch die Deutsche Meisterschaft, nachdem der FSV Gütersloh 2009 am 1. Juni 2013 im Finale mit 3:1 bezwungen wurde.
In der Saison 2013/14 gehörte sie zum Kader der zweiten Mannschaft und kam regelmäßig in der 2. Bundesliga Süd zum Einsatz. Nach ihrem einjährigen Auslandsaufenthalt an der University of Kansas in Lawrence, für deren Kansas Jayhawks sie 19 Spiele bestritt und ein Tor erzielte, kehrte sie im Sommer 2015 nach München zurück und kam in den folgenden drei Spielzeiten zu 45 weiteren Zweitligaeinsätzen.
Zur Saison 2018/19 unterschrieb sie einen Vertrag beim Bundesligaaufsteiger Bayer 04 Leverkusen, für den sie am 16. September 2018 (1. Spieltag) bei der 1:10-Niederlage im Heimspiel gegen ihren ehemaligen Verein in der Bundesliga debütierte. Zur Saison 2019/20 wurde sie ablösefrei vom Erstligisten FC Basel verpflichtet. In zwei Saisons bestritt sie insgesamt 41 Punktspiele, in denen sie neun Tore erzielte; mit Saisonende 2020/21 beendete sie ihre Spielerkarriere.

### Nationalmannschaften
Mayr bestritt zwischen 2012 und 2013 insgesamt 16 Länderspiele für die Nachwuchsmannschaften des DFB. Ihr Debüt gab sie am 1. Mai 2012 bei der 1:2-Niederlage der U-16-Nationalmannschaft im Testspiel gegen Frankreich, als sie in der 41. Minute für Dörthe Hoppius eingewechselt wurde. Im selben Jahr nahm sie mit den U-16-Juniorinnen am Wettbewerb um den Nordic Cup in Norwegen teil, wobei ihr im letzten Spiel gegen Finnland der Treffer zum 4:0-Endstand in der 80. Minute gelang.
Ihr Debüt für die deutsche U-17-Nationalmannschaft gab sie am 2. September 2012 bei der 0:1-Niederlage im Testspiel gegen Österreich. In der Folge bestritt sie bis zum 3. April 2013 zehn U-17-Länderspiele, davon fünf in der Qualifikation für die Europameisterschaft 2013 in der Schweiz, deren Teilnahme verpasst wurde. Ihre drei Tore für die deutsche U-17 erzielte sie am 31. Oktober 2012 im ersten Qualifikationsspiel für die Europameisterschaft 2013, beim 5:0-Sieg über Rumänien per Hattrick in der 30., 40. und 50. Minute.
Im Februar 2019 wurde Elisabeth Mayr erstmals für das österreichische Nationalteam, in den Kader für den Zypern-Cup 2019, nominiert. Am 27. Februar 2019 debütierte sie in der A-Nationalmannschaft, die in Larnaka das Länderspiel gegen die Nationalmannschaft Nigerias mit 4:1 gewann; sie wurde in der 64. Minute für Nina Burger eingewechselt.

## Erfolge
- Deutscher B-Juniorinnen-Meister 2013 (mit dem FC Bayern München)
- Torschützenkönigin B-Juniorinnen-Bundesliga Süd 2013